# Djadalou
Djadalou är ett berg i Centralafrikanska republiken.   Det ligger i prefekturen Vakaga, i den nordöstra delen av landet, 700 km nordost om huvudstaden Bangui. Toppen på Djadalou är 1 091 meter över havet.
Terrängen runt Djadalou är kuperad åt sydost, men åt nordväst är den platt. Trakten runt Djadalou är nära nog obefolkad, med mindre än två invånare per kvadratkilometer.. Det finns inga samhällen i närheten.
Omgivningarna runt Djadalou är huvudsakligen savann.